# فرودگاه منگالور (هند)
فرودگاه منگالور (به انگلیسی: Mangalore Airport (India)) (به زبان بومی: ಮಂಗಳೂರು ವಿಮಾನ ನಿಲ್ದಾಣ) یک فرودگاه همگانی مسافربری با کد یاتا IXE است که یک باند فرود آسفالت دارد و طول باند آن ۱۶۱۵ متر است. این فرودگاه در شهر منگالور کشور هند قرار دارد و در ارتفاع ۱۰۳ متری از سطح دریا واقع شده است.